# デザート (雑誌)
『デザート』は、講談社から発行されている少女向け漫画雑誌。月刊。1996年7月に創刊。毎月24日に翌々月号を発売。B5判で無線綴じとなっている。

## 年表
- 1996年 - 7月に『Kiss』増刊として創刊[4]。当初から『少女フレンド』の若手漫画家の作品を掲載していたが、同年『少女フレンド』が休刊となり、同誌の漫画家を引き継いだ形となった。[独自研究?]
- 1997年 - 7月発売の9月号に『デザート』として創刊[5]。
- 2012年 - 創刊15周年となる[6]。
- 2013年 - 12月に発売された2014年2月号よりリニューアル[7][2]。
- 2016年 - 3月発売の5月号より奇数月号に別冊「Pink」が付属[8]。
- 2020年 - 6月発売の8月号より別冊が付属[9]。

## 特徴
「新・王道ラブストーリー」のような作品が掲載されており、「10代から20代の女の子にとって一番「おいしい」少女漫画誌」を目指している。「よりどりみどりの素敵男子が女の子を明るく元気に」する作品が特徴。読者の年齢層に合わせ、作品の多くは「キレイめで大人びた絵柄」である。「少女漫画らしい恋愛要素」と「インパクトの強い個性的な」登場人物がいる作品が多く掲載されていることにより、読者から人気を得ている。

## 歴代編集長
- 鈴木重毅[10]
- 宍倉立哉[11]
- 森田眞[12]

## 連載中の作品
※2025年8月号現在。
| 作品名                         | 作者（作画） | 原作者など | 開始号       | 備考                      |
| ------------------------------ | ------------ | ---------- | ------------ | ------------------------- |
| モエカレはオレンジ色           | 玉島ノン     | －         | 2016年07月号 |                           |
| 花野井くんと恋の病             | 森野萌       | －         | 2018年02月号 |                           |
| ごきげんよう、小春さん         | 葉月かなえ   | －         | 2019年08月号 |                           |
| ゆびさきと恋々                 | 森下suu      | －         | 2019年09月号 |                           |
| うるわしの宵の月               | やまもり三香 | －         | 2020年09月号 |                           |
| なのに、千輝くんが甘すぎる。   | 亜南くじら   | －         | 2021年02月号 | 「Pink」連載後 本誌に移籍 |
| 運命の人に出会う話             | あなしん     | －         | 2021年06月号 |                           |
| ひかえめに言っても、これは愛   | 藤もも       | －         | 2021年09月号 |                           |
| 沼すぎてもはや恋               | 空垣れいだ   | －         | 2022年07月号 |                           |
| むせるくらいの愛をあげる       | 岩下慶子     | －         | 2022年12月号 |                           |
| 僕らの好きはわりきれない       | 野切耀子     | －         | 2023年01月号 |                           |
| 恋をするなら教室で             | ななくま     | －         | 2023年05月号 |                           |
| 恋せよまやかし天使ども         | 卯月ココ     | －         | 2023年06月号 |                           |
| 東千石さんのメイクアップドール | ことぶきりー | －         | 2023年10月号 | 「Blue」連載後 本誌に移籍 |
| いっそあなたがトドメを刺して   | 瀬戸めぐむ   | －         | 2023年12月号 |                           |
| おくれまして青春               | 吉良はなまる | －         | 2023年12月号 |                           |
| 内海くんの恋のうた             | 花芽宮るる   | －         | 2024年01月号 |                           |
| わたしの恋のはじめかた         | 森沢こまり   | －         | 2024年06月号 |                           |
| アメーリアの好奇的ロマンス     | 琥珀よる     | －         | 2025年04月号 |                           |
| 頼くんとヨリを戻すわけには！   | 旗谷澄生     | －         | 2025年05月号 |                           |
| 同期の男に告白されました       | 築島治       | －         | 2025年05月号 | 読み切りが連載化          |
| おしえて執事くん               | 眞生みち     | －         | 2025年06月号 |                           |
| 君は僕の理想の彼氏             | しろうさな   | －         | 2025年08月号 | 読み切りが連載化          |
| 誰のための愛なのか？           | 春吉ほだか   | －         | 2025年08月号 |                           |

## 過去の連載作品

### 1990年代連載開始
第6号までは『Kiss増刊』時代に連載開始された作品。
- 16バージンロード（富永裕美）：1996年第1号 - 1997年第3号 ※『月刊少女フレンド』の廃刊より本誌に移籍。
  - (18)バージンロード（富永裕美）：1997年 - 1998年4月号
- 横浜無印少年（みづき水脈）：1997年第3号 - 1997年11月号
- …青春中!（栗原まもる）：1997年第4号 - 1998年11月号
- カンベンしてちょ!（木村千歌）：1997年第5号 - 2003年3月号
- 天使の唄（牧村久実）：1997年第5号 - 2001年7月号
- KIRAI（三浦実子）：1997年第6号 - 2001年2月号→『THEデザート』2001年6月号 - 2003年6月号に移籍。
- じょうばん線とわたし（細谷修）： - 2000年
- ロスト・ヴァージン・プロジェクト（原作：永瀬れいこ、水槻れん）：1997年 - 2001年9月号
- BIG SMILE!（みづき水脈）：1998年 - 1999年2月号
- 問題提起シリーズ（ももち麗子）：1998年3月号[38] -
- バージン・ウォーズ（富永裕美）：1998年7月号 - 1999年7月号
- キレイになりたい!（寄田みゆき）：1999年 - 2004年11月号
- 言葉のないラブレター（かわちゆかり）：1999年4月号 - 2000年2月号
- ランパブへ行こう!（真崎総子）：1999年6月号 - 1999年8月号
- トライアングル・ドア（富永裕美）：1999年10月号 - 2000年6月号 ※隔月連載
- えっちなホンネ（森尾理奈）： - 1999年11月号
  - もっと えっちなホンネ（森尾理奈）：2000年3月号 - 2000年9月号 ※隔月連載
  - もっともっと えっちなホンネ（森尾理奈）： - 2003年
- 恋愛向上委員会（流田まさみ）：1999年12月号・2001年1月号→『THEデザート』2000年6月号

### 2000年代連載開始
- ディープ・ブルー（吉野マリ）：2000年3月号 - 2000年5月号
- Viva la スキー部（くりはら美佳）：2000年7月号 - 2001年3月号
- ふつつかなおなか。（中村美穂）：2000年9月号 - 2001年10月号
- モテる女になる（みづき水脈）：2000年11月号[39] - 2001年4月号[40]
- 太陽の玻璃（栗原まもる）：2000年12月号 - 2001年5月号
- 神奈川ナンパ系ラブストーリー（真崎総子）：2001年1月号 - 2002年10月号
- お助けランジェリー百科シリーズ[注釈 3]（吉沢蛍）：2001年 - 2005年6月号→『THEデザート』にも掲載。
- 自己chuラヴァーズ（いしだ絵里）：2001年7月号 - 2003年
- 綾。ホステス、18歳。（原案：藤森直子「綾。ホステス、22歳。」、みづき水脈）：2001年6月号 - 2006年4月号
  - 綾。ホステス、22歳。（原案：藤森直子「綾。ホステス、22歳。」、みづき水脈）：2009年 - 2010年
- ばくだんホスト（森脇葵）：2002年 - 2003年11月号
  - ばくだんホスト 新人ホスト編（森脇葵）：2004年3月号 - 2004年12月号
  - ばくだんホストNeo（森脇葵）：『THEデザート』2009年7月号 - 2010年1月号
- 渋谷のあばれ馬（みかわ咲）：2002年2月号 - 2005年1月号 ※不定期掲載、『THEデザート』2001年10月号 - 2005年6月号でも不定期掲載。
- 元カレ・元カノ（流田まさみ）：2002年3月号 - 2003年
- はちみつ少年（吉野マリ）：2002年6月号 - 2003年4月号 ※不定期掲載
- やさしい子供のつくりかた（丘上あい）：2002年8月号 - 2005年12月号
- キミが見えなくても（流田まさみ）：2002年10月号 - 2004年12月号
- ひとりじゃないよ 私のいじめられ日記（原案：土屋怜/土屋守、山崎みちよ）：2002年10月号 - 2003年1月号
- BISEXUAL（真崎総子）：2003年5月号 - 2003年9月号、2009年6月号 - 2009年8月号
- 兄キは綱吉!（はやしだちひろ）：2003年7月号 - 2004年7月号 ※不定期掲載
- 籠の鳥（吉野マリ）：2003年10月号 - 2004年1月号
- こんな初H、あたしだけ!?（[越なつえ）：2004年2月号 - 10月号 ※不定期掲載、『THEデザート』2003年8月号 - 2004年8月号でも不定期掲載。
- BOYSエステ（真崎総子）：2004年2月号 - 2007年10月号
- 花火-14歳の恋情‐（平田京子）：2004年2月号 - 2004年4月号
- 終わりのない100年のために（桃里パル）：2004年6月号 - 2005年4月号 ※不定期掲載
- コスプレ☆アニマル（栄羽弥）：2004年10月号 - 2010年3月号[41]
- ぽっちゃりさん いらっしゃーい（ナフタレン水嶋）：2005年1月号 - 2006年7月号、『THEデザート』2004年9月号 - 2006年7月号でも連載。
- (17)'sコンプレックス（いしだ絵里）：2005年2月号 - 2005年7月号
- 上を向いて歩こう〜不登校になったわたし〜（原作：松田知子、山崎みちよ）：2005年5月号 - 2005年7月号
- 野ブタ。をプロデュース（原作：白岩玄、森脇葵）：2005年12月号 - 2006年2月号
- ナルシス シン様（みかわ咲）：2006年1月号 - 2008年5月号 ※不定期掲載、『THEデザート』2006年8月号 - 2008年1月号でも不定期掲載。
- いつかヒーローになる日（芹沢由紀子）：2006年3月号 - 2007年10月号
- ごきげんいかが?テディベア（原作：薮内広之、森尾理奈）：2006年3月号 - 2006年5月号
- たっくんに恋してる!（森尾理奈）：2006年7月号、2007年1月号 - 2011年3月号[42]、『THEデザート』2006年8月号 - 12月号でも連載。
- イチゴ同盟（森下温）：2006年8月号 - 2007年
- I.Q（みづき水脈）：2006年11月号 - 2008年2月号
- アンジェラ!!（原作：秋山舞子、ソラニユホ）：2007年1月号 - 2008年3月号
- 桃色ヘヴン!（吉野マリ）：2007年3月号 - 2012年10月号 ※不定期連載
- アンチ・バージンですが、なにか？（菅田うり）：2007年4月号 - 2007年7月号
- ハロー・グッドバイ（那波マオ）：2007年5月号 - 2008年2月号
- 欲ばりなカ・ラ・ダ コリない女（原作：琥珀華菜/市川しんす、水槻れん）：2007年7月号 - 2008年11月号
- 初恋-再逢いの人-（原作：田中花壇、あしだかおる）：2007年10月号 - 2008年3月号
- きーちゃん先生の事情（丘上あい）：2007年11月号 - 2011年5月号[43]
- エスカレーション〜塀の中の少女たち〜（芹沢由紀子）：2008年3月号 - 2008年9月号
- 最愛の君へ。（原作：美帆、たかはしあん）：2008年6月号 - 2008年10月号
- ひみこい（ろびこ）：2008年2月号 - 2008年8月号
- さくら河 Volley-boys（真崎総子）：2008年4月号 - 2009年3月号
- 好きっていいなよ。（葉月かなえ）：2008年4月号 - 2017年9月号[44]
- アイのリラ 一分間だけ（原作：原田マハ、みづき水脈）：2008年5月号 - 2009年3月号
- ハーフ・アンド・ハーフ（那波マオ）：2008年7月号 - 2009年5月号
- いのち（ももち麗子）：2008年9月号 - 2010年8月号[45]
- となりの怪物くん（ろびこ）：2008年10月号 - 2013年8月号[46]
  - となりの怪物くん 番外編（ろびこ）：2013年10月号[47] - 2014年1月号[48]
- ボーイズバー新選組!（森脇葵）：2008年10月号 - 2009年3月号
- でっかい☆恋のメロディ（森下温）：2009年1月号 - 2009年6月号
- ネカフェのアリス（たかはしあん）：2009年7月号 - 2009年12月号
- 日給おいくら？（瀬戸口みづき）：2009年9月号 - 2010年10月号、『THEデザート』2009年9月号 - 2010年7月号
- 姫ママ！（那波マオ）：2009年10月号[49] - 2010年10月号
- 妄想女子的図書館（たむらあこ）：2009年10月号[49] -
- 恋と愛（真崎総子）：2009年11月号[50] - 2011年4月号

### 2010年代連載開始
- 性格ドS BUT 性的にドM（兄崎ゆな）：2010年2月号[51] - 2010年8月号、『THEデザート』2009年5月号・7月号にも掲載。
- ヘルプの達人（桜沢きゆ）：2010年2月号[51] -
- ライアー×ライアー（金田一蓮十郎）：2010年4月号[52] - 2017年8月号[53]
- たいようのいえ（タアモ）：2010年6月号[54] - 2015年3月号[54][注釈 4]
- 好き・嫌い・好き（築島治）：2010年6月号[56] - 2011年7月号[57]
- はぴナビ!（原案：石田衣良「シューカツ!」、みづき水脈）：2010年9月号[58] - 2011年5月号
- ラブオール!（栄羽弥）：2010年9月号[58] - 2011年10月号[59]
- 江 姫たちの戦国（原作：田渕久美子、暁かおり）：2010年11月号[60] - 2011年12月号→『THEデザート』2012年1月号、2012年3月号に移籍。
- トレモロレトラ（桐島りら）：2011年1月号[61] - 2011年4月号
- トモダチごっこ（ももち麗子）：2011年3月号[42] - 2012年3月号[62]
- ウラ!うらら（岩下慶子）：2011年6月号[63] - 2011年11月号→ 『THEデザート』2011年11月号
- 世界一キレイになる授業（桜沢きゆ）：2011年6月号[63] - 2012年2月号
- おかしな★ふたり（丘上あい）：2011年8月号[64] - 2013年3月号
- 3D彼女（那波マオ）：2011年9月号[65] - 2016年7月号[13]
- 女子部にコイ!（桃生有希）：2011年10月号[59] - 2012年1月号
- めんぱに〜（真崎総子）：2011年10月号[59] - 2013年10月号[47]
- 泣かんもん！（築島治）：2012年1月号[66] - 2013年8月号
- ボッコンリンリ（岩下慶子）：2012年2月号[67] - 2012年11月号
- 王子様ゲーム（桐島りら）：2012年3月号[68] - 2012年6月号
- 女神のリーブラ（栄羽弥）：2012年5月号[69] - 2013年12月号[70]
- あくまで恋しよう（あなしん）：2012年6月号[71] - 2012年9月号
- ハニーマスタードミトリー（神葉理世）：2012年7月号 - 2013年2月号 ※不定期掲載
- 教えて、くろがねくん（桃生有希）：2012年8月号 - 2013年3月号 ※不定期掲載
- 金魚坂上ル（PEACH-PIT）：2012年10月号[72] - 2015年8月号[73]
- 霊界通信プロトコル（瀬戸口みづき）：2012年10月号[72] - 2015年7月号
- デイジー 〜3.11 女子高生たちの選択〜（ももち麗子）：2012年12月号[74] - 2013年8月号
- つばめと海とドルチェ（菅田うり）：2013年3月号[75] - 2013年6月号
- ヒレントリップ（あなしん）：2013年4月号[76] - 2013年12月号
- ビューティ・バニィ（吉野マリ）：2013年5月号[77] - 2016年7月号[13]
- 男の子には秘密がある（薫原好江）：2013年7月号 - 2014年6月号、『THEデザート』2013年9月号 - 2014年9月号でも連載。
- バンビとドール（丘上あい）：2013年8月号[46] - 2015年8月号[73]
- キスしてもいいころ（菅田うり）：2013年9月号 - 2013年12月号
- ももいろ人魚（曙はる）：2013年10月号 - 2018年7月号[78]
- マイ・フェア・ネイバー（森野萌）：2013年10月号[47] - 2014年3月号 ※シリーズ連載[47]
- 世界の端っことあんずジャム（桐島りら）：2014年2月号[7] - 2016年9月号[79]
- 私たちには壁がある。（築島治）：2014年2月号[7] - 2017年4月号[80]
- 乙女純情エロチカヘヴン（成海柚希）：2014年3月号 - 2014年9月号
  - 乙女純情エロチカヘヴン 彩愛のひと（成海柚希）：2014年11月号 - 2015年5月号
- とにかくキミが。（菅田うり）：2014年3月号 - 2015年1月号
- 春待つ僕ら（あなしん）：2014年4月号[81] - 2019年11月号[81]
- みやたけミラクル（芥文絵）：2014年6月号 - 2014年12月号
- 片想いフィーバー（桑佳あさ）：2014年7月号 - 2015年9月号[82]
- 星上くんはどうかしている（アサダニッキ）：2014年7月号[83] - 2016年11月号[84]
- ハニー・ホリック（栄羽弥）：2014年8月号[85] - 2016年6月号[86]
- 俺の執事（♀）がイケている（真崎総子）：2014年9月号[87] - 2019年4月号
- キス・アンド・ライド（薫原好江）：2014年10月号[88] - 2015年8月号[73]
- 青春ラバーズフェスティバル（馬瀬あずさ）：2014年10月号[88] - 2015年1月号
- おはよう、いばら姫（森野萌）：2015年1月号[89] - 2017年7月号[90]
- 悪役シンデレラ（三月薫）：2015年2月号[91] - 2015年6月号
- 僕だけが知っている（二桜サク）：2015年3月号 - 2018年11月号[92]
- セキララにキス（芥文絵）：2015年6月号[93] - 2019年7月号[94]
- いちばん星キラリ（菅田うり）：2015年7月号[95] - 2016年3月号
- おいでよ!いけめんず〜（瀬戸口みづき）：2015年9月号[82] - 2017年4月号
  - おいでよ!いけめんず〜延長戦（瀬戸口みづき）：2017年9月号 - 2018年1月号
- 恋わずらいのエリー（藤もも）：2015年9月号[82] - 2020年7月号[96]
- かわいいから許す（三月薫）：2015年10月号[97] - 2016年6月号[86] ※読み切りシリーズ[97]
- 僕と君の大切な話（ろびこ）：2015年10月号[97] - 2020年2月号[98]
- 地球のおわりは恋のはじまり（タアモ）：2016年1月号[99] - 2017年12月号[100]
- あまあまくんのおかしな誘惑（鬨乃美弦）：2016年3月号[101] - 2017年6月号[102]
- とけない恋とチョコレート（ももち麗子）：2016年3月号[101] - 2016年12月号[103]
- ボクは宇宙人に恋をした。（亜南くじら）：2016年4月号 - 2016年8月号[104]
- 赤い糸ください（さつきしろろ）：2016年6月号 - 2017年1月号
- 市ノ瀬兄弟はガマンできない（桜井真優）：2016年7月号[13] - 2017年3月号
- おねがいキューピッド（萬田リン）：2016年08月号[105] - 2025年1月号[106]
- まいりました、先輩（馬瀬あずさ）：2016年8月号[104] - 2020年12月号[107]
- あおい先生は思春期（凛田百々）：2016年10月号 - 2017年7月号[90]
- はつ恋、ふたたび。（桑佳あさ）：2016年11月号[84] - 2017年11月号[108]
- こんなわたしをかわいい、なんて（菅田うり）：2016年12月号[103] - 2018年1月号
- お世話係はままならない（栄羽弥）：2017年1月号[109] - 2017年10月号
- いじわるキラーチューン（桐島りら）：2017年2月号[110] - 2017年11月号[108]
- リビングの松永さん（岩下慶子）：2017年2月号[110] - 2021年8月号
- 恋とヒミツの学生寮（アサダニッキ）：2017年3月号[111] - 2018年11月号[92]
- 放課後、恋した。（満井春香）：2017年3月号[111] - 2020年6月号
- メイド・イン・ハニー（吉野マリ）：2017年5月号[112] - 2019年12月号
- モーメント（原作：金田一蓮十郎、作画：芋Uto）：2017年7月号[44] - 2018年9月号[113] ※短期集中連載[113]
- 絶対にときめいてはいけない!（築島治）：2017年11月号[108] - 2021年11月号[114]
- NとS（金田一蓮十郎）：2018年3月号[115] - 2024年2月号
- 不覚にもきゅんときた（凛田百々）：2018年3月号[115] - 2019年4月号
- しあわせカフェへようこそ〜漫画でわかる、ネイチャーフォーチュン占い〜（鬨乃美弦）：2018年4月号[113] - 2019年2月号
- 明日、ナイショのキスしよう（菅田うり）：2018年6月号[116] - 2019年7月号[94]
- あつもりくんのお嫁さん（←未定）（タアモ）：2018年7月号[78] - 2020年12月号[107]
- はじめてのお付き合い（八田あかり）：2018年9月号 - 2018年12月号
- 一度は彼女になってみたい!（栄羽弥）：2018年11月号[92] - 2020年9月号[17]
- ヒロインはじめました。（天倉ふゆ）：2019年1月号[117] - 2020年7月号
- 甘くない彼らの日常は。（野切耀子）：2019年3月号[118] - 2021年11月号[114]
- 幼なじみが強敵です。（朝日悠）：2019年6月号[119] - 2024年4月号[120]
- 恋の音、みつけた（赤池うらら）：2019年7月号[94] - 2020年4月号[121]
- きみと青い春のはじまり（アサダニッキ）：2019年9月号[16] - 2021年9月号[20]

### 2020年代連載開始
- あらきくんは飼いならせない（カッパラッパラ）：2020年4月号[121] - 2020年12月号[107]
- 推しに推されてます（ゆのはらゆの）：2020年8月号[122] - 2021年1月号[注釈 5]
- レビュダン!（中村世子）：2020年8月号[122] - 2021年12月号[123]
- バクテン!!（原作：四ッ木えんぴつ、漫画：桜葉ケイ、キャラクター原案：ろびこ）：2021年3月号[124] - 2021年11月号[114]
- 落ちて溺れて（伊鳴優子）：2021年3月号[124] - 2022年4月号
- スロー・ジェットコースター（佐倉チカコ）：2021年4月号[125] - 2022年5月号
- 君のことが好きで言えない。（みかみふみ）：2021年5月号[126] - 2022年5月号
- ちょろくてかわいい君が好き（八田あかり）：2021年6月号[19] - 2024年3月号
- あざ恋（倉地よね）：2021年11月号[114] - 2023年8月号
- 犬飼さんはかわいくなりたい!（どーるる）：2021年12月号[123] - 2022年9月号
- つむぐと恋になるふたり（タアモ）：2021年12月号[123] - 2023年7月号
- 月曜日が待ち遠しくて（旗谷澄生）：2022年1月号 - 2022年6月号[127]
- 放課後キスしよーよ（朝井うみ）：2022年1月号 - 2022年4月号
- 棗センパイに迫られる日々（かみのるり）：2022年3月号[128] - 2023年12月号[28] [注釈 6]
- ほてりほてってファーストキス（卯月ココ）：2022年6月号[127] - 2022年9月号
- 天野くんと恋なんてしない！（春巻はるな）：2022年9月号 - 2023年6月号[129]→『コミックDAYS』に移籍[129]
- カリスマ〜きょうもへいわです〜（原作：Dazed CO.,LTD.・松原秀、漫画：萬田リン・入野イオリ）：2023年3月号[130] - 2025年2月号[131]
- ふたりじめロマンチック（蟹沢ちひろ）：2023年3月号[130] - 2024年4月号[132]
- 放課後ブルーモーメント（旗谷澄生）：2023年4月号[133] - 2024年5月号[134]
- 言えない秘密（倉地よね）：2024年2月号[135] - 2024年5月号[136] ※短期集中連載[136]
- 黒子と悪役くん（山科ティナ）：2024年7月号[137] - 2025年3月号[138]
- 鐵くんと最強の恋（緒沢亜美）2024年8月号[139] - 2025年4月号[140]

### 別冊付録連載作品
- あたし、キスした。（満井春香）：2016年5月号 - 2016年9月号
- かれかのリミット（はてな）：2016年7月号 - 2017年3月号
- お嬢さんと呼ばないで（天倉ふゆ）：2017年5月号 - 2018年7月号
- 恋愛初心者でお手数をおかけします（九瀬しき）：2017年5月号 - 2017年11月号
- 未完成でも恋がいい（倉地よね）：2018年9月号 - 2020年8月号
- まじめに不純異性交遊（八田あかり）：2019年7月号 - 2020年10月号
- 友恋（高渕アスミ）：2019年11月号 - 2020年5月号
- 星乃ハートビート（凛田百々）：2020年6月号 - 2021年1月号、2021年11月号 - 2022年5月号
- 私の好きはかくせない（三月薫）：2020年6月号 - 2022年1月号
- 君が好きって言いたい。（青星早奈）：2020年10月号 - 2021年4月号
- 塩対応女子シリーズ[注釈 7]（あめこ）2020年12月号 - 2021年6月号
- ××すぎ彼氏シリーズ（莢乃りお）：2021年4月号 - 2021年12月号
- 嘘恋（高渕アスミ）：2021年6月号 - 2022年8月号
- あたし専属、魔法使いさま！（栄羽弥）：2021年7月号 - 2022年11月号
- いけないコトからはじまる恋♥シリーズ（マツリカ）：2021年7月号 - 2023年1月号
- この恋は、みんなにはナイショ。シリーズ（かぺる）：2021年8月号 - 2022年2月号
- 焦らし男子シリーズ（当麻真）：2021年10月号 - 2022年4月号
- ひとめぼれシリーズ（蟹沢ちひろ）：2022年2月号 - 2022年8月号
- 夜の姫僕（真崎総子）：2022年5月号 - 2022年11月号 ※短期集中連載
- キミの告白はもどかしい！（久遊あさこ）：2022年10月号 - 2023年5月号
- 裏路地男子シリーズ（尚騎ユウ）：2023年1月号 - 2023年6月号[141]
- ゆるめて、恋して、凛として。（米原笑）：2023年3月号[142] - 2024年8月号[143]
- この教室に、すきな人がいます。（鈴山もり）：2023年5月号 - 2023年11月号[144]
- 攻めて好きって言わせて（音羽すずめ）：2023年5月号 - 2023年11月号[144]
- 住みこみ先はお墨つき。（当麻真）：2023年6月号[141] - 2024年10月号[145]
- ウラもオモテも君が好き（琥珀よる）：2023年7月号 - 2023年11月号[144]
- 愛も大きい大崎くん（折原透子）：2023年11月号[144] - 2025年2月号[146]
- アオハルだなんて君のせい（花瀬はる）：2023年12月号[147] - 2025年2月号[148]
- 君をめちゃくちゃにしたい恋（きみづき）：2024年9月号[149] - 2025年2月号[150] ※シリーズ[149]
- ほんろう男子シリーズ（入野イオリ）：2024年12月号[151] - 2025年6月号[152]

### THEデザート連載作品
- くじらの親子（くりた陸）：『1997年デザート12月号増刊』ザフレンド冬号 - 『1999年デザート10月号増刊』ザフレンド秋号 → 1999年12月号 - 2002年8月号

『月刊少女フレンド増刊 ザフレンド』→『月刊少女フレンド』→『別冊フレンド増刊 ザフレンド』より『デザート増刊 ザフレンド』に移籍。
- 夏目家の妙な人々（わかつきめぐみ）：『デザート増刊ザ・フレンド』1998年4月号増刊春号 - 1998年12月号増刊冬号
- 女探偵はやめられない（原案：渡邊直美、森尾理奈）：2000年10月号 - 2001年4月号 ※隔月連載
- 今日のさーびす（富永裕美）：2000年12月号 - 2003年4月号
  - 今日のさーびす&フランビー☆（富永裕美）：2003年5月号 - 2006年11月号
- ゴージャスママシリーズ（かわちゆかり）：2000年12月号 - 2001年6月号
- 夢みることはやめられない（原作：小林深雪、牧村久実）：2002年2月号 - 2007年11月号
- 空を探しに（有羽なぎさ）：2002年 - 2004年6月号
- 女子アナ誕生!シリーズ（原作：エトウケイコ、御茶まちこ）：2003年6月号 - 2004年7月号[注釈 8]
- オレの子ですか？（くりた陸）：2003年9月号 - 2006年12月号
- 1945年10代の戦争（いしかわまみ）：2003年9月号 - 2004年4月号
  - 1945年10代の戦争 原爆・横浜大空襲編（いしかわまみ）：2004年9月号 - 2005年8月号
- 真実の感動シリーズ[注釈 9]（折原みと）：2003年10月号 - 2007年9月号
- フラれる女（原作：小林深雪、春名里日）：2004年2月号 - 2005年5月号
- わたしと彼と彼の恋（くりはら美佳）：2004年8月号[153] - 2005年3月号[154]
- 19、20歳（平田京子）：2004年9月号 - 2005年1月号
- 放課後〜禁断のLesson〜（三浦実子）：2005年9月号 - 2005年11月号
- LOVEエゴイスト（桜井真優）：2005年11月号 - 2006年3月号
- フェチ、彼の××（はやしだちひろ）：2006年1月号[155] - 2007年1月号[156]
- ママはキャバ嬢!（原作：森山まなみ、森尾理奈）：2006年1月号 - 2011年11月号
- ラブ★トリプル（原作：秋山舞子、たかはしあん）：2006年 - 2006年11月号
- 電車男〜美女と純情ヲタク青年のネット発ラブストーリー〜（原作：中野独人、御茶まちこ）：2005年6月号[157] -
- ボインでごめんね（成海柚希）：2007年1月号 - 2007年7月号
- 天使のいる場所 Dr.ぴよこの研修ノート（折原みと）：2007年2月号 - 2010年9月号
- 給食の時間（くりた陸）：2007年3月号 - 2008年7月号
- -DOUBLE-ダブル-（三浦実子）：2007年9月号 - 2009年7月号
- ニンプだって××したい!（稲葉せりか）：2008年3月号 - 2009年6月号
- 丘上先生の事情（丘上あい）：2008年9月号 - 2010年7月号
- ビューティーファクトリー（吉沢蛍）：2008年11月号 - 2009年5月号
- 東京SEX〜恋、かもしれない〜（秋元奈美）：2009年1月号 - 2010年1月号
- 君が思い出になる前に（あしだかおる）：2009年5月号 - 2009年11月号
- 世界の終わりに咲く花（原作：鹿目けい子/原案：岡本充史、羽田伊吹）：2009年5月号 - 2011年1月号 ※不定期掲載
- 月下の虹〜塀の中のFM局から〜（原作：山崎由美、たかはしあん）：2010年5月号 - 2010年9月号
- イクメン!（森脇葵）：2010年7月号 - 2015年9月号
- ヘタメン（兄崎ゆな）：2011年3月号 - 2013年1月号
- 永遠の鼓動（折原みと）：2011年5月号 - 2012年1月号
- 愛し方だけ、おぼえてる（たかはしあん）：2011年7月号 - 2011年11月号
- アイスノオト（みづき水脈）：2012年3月号 - 2013年5月号
- シークレット・ガーデン（原作：キムウンスク/SBS/全面協力：NHKエンタープライズ、桐島りら）：2012年9月号 - 2013年3月号
- ハンターケース（丘上あい）：2012年11月号 - 2013年9月号 ※不定期掲載
- 赤ずきんちゃんは、狼がお好き。〜R-22〜（成海柚希）：2013年1月号 - 2013年9月号
- もらい泣きシリーズ（原作：冲方丁、馬瀬あずさ）：2013年3月号 - 2013年11月号
- 恋命シリーズ（三月薫）：2013年5月号 - 2014年9月号
- カスタマイズ彼女さん（神葉理世）：2013年9月号 - 2014年5月号
- 花を召しませ（岩下慶子）：2013年11月号 - 2014年5月号
- わがまま姫とぼくの恋（さつきしろろ）：2014年5月号 - 2014年11月号
- バイバイ・ブラザー（神葉理世）：2014年9月号 - 2015年11月号
- 唇にキミの色（岩下慶子）：2014年11月号 - 2015年11月号
- マルコと数学王子（亜南くじら）：2015年3月号 - 2015年9月号
- 甘えてもいいの？（藤代香澄）：2015年5月号 - 2015年11月号
- おとなりは天使と悪魔（桜井真優）：2015年5月号 - 2015年11月号
- センセイの手ほどき（桜沢きゆ）：2015年7月号 - 2015年11月号
- メイクドラマ（河原田瞳美）：2015年7月号 - 2015年11月号

### 連載時期不明
- 悪魔とケイヤク（桜井真優）※『THEデザート』連載[158]
- あたしがアレなんて言えない（桃生有希）[159]
- ウェディング・パフューマー（原案：小谷博子、吉沢蛍）[160]
- 踊れランチボックス（原作：佐藤操、山崎みちよ）[161]
- ガラスの制服（流田まさみ）[162]
- この空を抱きしめる（森尾理奈）[163]
- C系乙女恋盟（原作：市川しんす、成海柚希）[164]
- シネマ・ウォーズ（若村京）[165]
- 10代でママになった女の子（あしだかおる）[166]
- 純愛テロリスト！（桜井真優）[167]
- スローセックス（原案：市川しんす、監修：アダム徳永、成海柚希）[168]
- Tomorrow（折原みと）[169]
- 人魚の涙（かわちゆかり）[170]
- HANDS（流田まさみ）[171]
- 未来の天使たちへ（竹田真理子）[172]
- みんなのH（原作：永瀬れいこ、水槻れん）[173]
- ラブ・ホテルウーマン（森下温）[174]
- Re-birth（たかはしあん）[175]

## 映像化作品
コミカライズを除く。

### テレビドラマ化作品
| 作品               | 作者       | 放送年 | 制作                        |
| ------------------ | ---------- | ------ | --------------------------- |
| 問題提起シリーズ   | ももち麗子 | 2001年 | テレビ朝日 MMJ              |
| BOYSエステ         | 真崎総子   | 2007年 | テレビ東京 アベクカンパニー |
| リビングの松永さん | 岩下慶子   | 2024年 | MMJ                         |

### テレビアニメ化作品
| 作品               | 作者         | 放送年          | アニメーション制作         |
| ------------------ | ------------ | --------------- | -------------------------- |
| となりの怪物くん   | ろびこ       | 2012年          | ブレインズ・ベース         |
| 好きっていいなよ。 | 葉月かなえ   | 2012年          | ゼクシズ                   |
| 3D彼女             | 那波マオ     | 2018年（第1期） | フッズエンタテインメント   |
| 3D彼女             | 那波マオ     | 2019年（第2期） | フッズエンタテインメント   |
| ゆびさきと恋々     | 森下suu      | 2024年          | 亜細亜堂                   |
| 花野井くんと恋の病 | 森野萌       | 2024年          | イーストフィッシュスタジオ |
| うるわしの宵の月   | やまもり三香 | 2026年          | イーストフィッシュスタジオ |

### 実写映画化作品
| 作品                         | 作者         | 公開年 | 制作                     | 配給                     |
| ---------------------------- | ------------ | ------ | ------------------------ | ------------------------ |
| 好きっていいなよ。           | 葉月かなえ   | 2014年 | 松竹撮影所               | 松竹                     |
| となりの怪物くん             | ろびこ       | 2018年 | 東宝映画                 | 東宝                     |
| 3D彼女                       | 那波マオ     | 2018年 | ダブ                     | ワーナー・ブラザース映画 |
| 春待つ僕ら                   | あなしん     | 2018年 | オフィスクレッシェンド   | ワーナー・ブラザース映画 |
| ライアー×ライアー            | 金田一蓮十郎 | 2021年 | アスミック・エース ROBOT | アスミック・エース       |
| モエカレはオレンジ色         | 玉島ノン     | 2022年 | 松竹撮影所               | 松竹                     |
| なのに、千輝くんが甘すぎる。 | 亜南くじら   | 2023年 | 松竹撮影所               | 松竹                     |
| 恋わずらいのエリー           | 藤もも       | 2024年 | 松竹撮影所               | 松竹                     |

## 姉妹誌

### THEデザート
『デザート』の季刊誌として刊行されていたが、1999年に隔月刊（偶数月刊）で創刊。発売日は前月10日（日曜日の場合は9日）。2002年11月9日発売の12月号から月刊。2007年8月10日発売の9月号から隔月刊（奇数月刊）となる。『デザート』の連載作家や若手の作品を中心に、連載・読切作品を掲載していた。2013年12月発売の2014年1月号にて、新装刊される。2015年10月10日発売の11月号をもって休刊した。

### デザート増刊
『デザート20』、『デザートBABY』、『デザート総集編スペシャル1000』などがある。

## 発行部数
|        | 1 - 3月    | 4 - 6月    | 7 - 9月    | 10 - 12月  |
| ------ | ---------- | ---------- | ---------- | ---------- |
| 2008年 |            | 116,667 部 | 109,334 部 | 100,000 部 |
| 2009年 | 094,334 部 | 090,667 部 | 088,667 部 | 088,000 部 |
| 2010年 | 084,667 部 | 080,000 部 | 080,000 部 | 076,000 部 |
| 2011年 | 073,667 部 | 069,667 部 | 068,334 部 | 065,334 部 |
| 2012年 | 059,667 部 | 056,000 部 | 056,000 部 | 056,000 部 |
| 2013年 | 054,667 部 | 054,000 部 | 053,834 部 | 052,834 部 |
| 2014年 | 053,334 部 | 051,667 部 | 050,300 部 | 048,667 部 |
| 2015年 | 047,734 部 | 047,600 部 | 047,600 部 | 047,600 部 |
| 2016年 | -          | 047,533 部 | 047,400 部 | 047,400 部 |
| 2017年 | 047,400 部 | 047,400 部 | 047,267 部 | 047,000 部 |
| 2018年 | 046,467 部 | 045,317 部 | 042,333 部 | 041,000 部 |
| 2019年 | 038,333 部 | 036,000 部 | 033,333 部 | 031,333 部 |
| 2020年 | 031,000 部 | 030,333 部 | 028,667 部 | 028,000 部 |
| 2021年 | 028,000 部 | 027,333 部 | 027,000 部 | 027,000 部 |
| 2022年 | 025,500 部 | 026,167 部 | 025,000 部 | 023,833 部 |
| 2023年 | 022,000 部 | 021,500 部 | 020,833 部 | 019,500 部 |
| 2024年 | 019,500 部 | 019,500 部 | 019,167 部 | 019,167 部 |
| 2025年 | 019,333 部 | 019,000 部 |            |            |